# 俾斯尼亞人
俾斯尼亞人是一個古代居住於比提尼亞的部落，據斯特拉博稱他們是跨國歐洲進入亞洲的色雷斯部落之一。
根據傳說，俾斯尼亞人曾被赫拉克勒斯或狄俄斯庫里擊敗。 他們的國王密德頓或阿密科斯因而被殺。 而他們的土地則被交給了呂卡斯，并在原地建起了赫拉克勒亞。